# Охорона здоров'я в Греції

Логотип Міністерства охорони здоров’я та соціальної солідарності Греції

Охорона здоров’я в Греції складається з універсальної системи охорони здоров'я, що надається за допомогою національного медичного страхування, та приватного медичного обслуговування. Відповідно до бюджету на 2011 рік, на грецьку систему охорони здоров’я було виділено 6,1 млрд євро, або 2,8% ВВП. У доповіді Всесвітньої організації охорони здоров’я за 2000 рік грецька система охорони здоров'я за загальною оцінкою посіла 14 місце в усьому світі, вище інших країн, таких як Німеччина (25) та Сполучене Королівство (18), займаючи 11 місце за рівнем обслуговування. 
Охорона здоров'я в Греції надається Національною службою охорони здоров'я або ESY (грец. Εθνικό Σύστημα Υγείας, ΕΣΥ).

## Античні часи

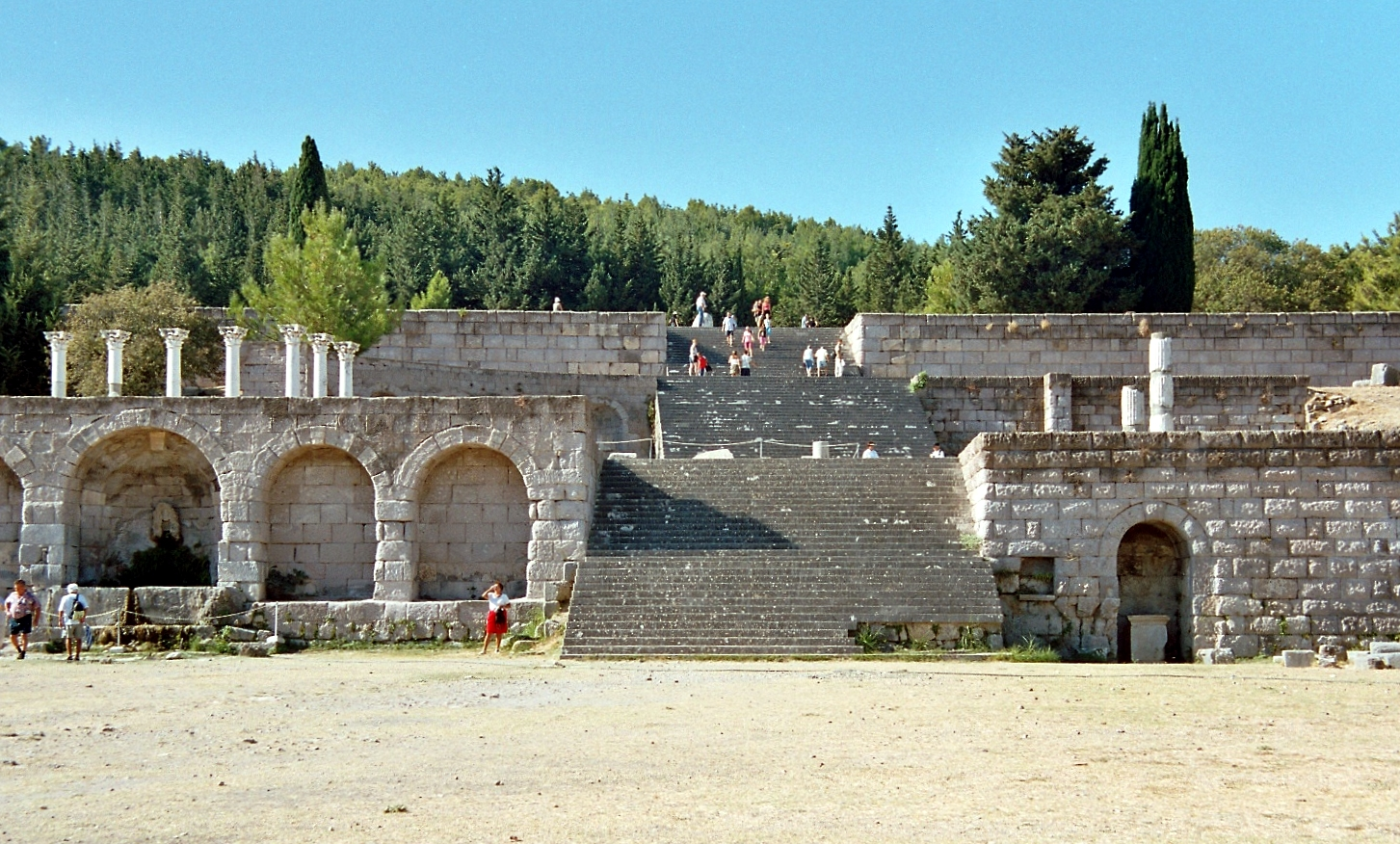
Асклепіон на острові Кос

Охорона здоров'я в Греції глибоко простежується до давньогрецької цивілізації. Лікарні не існували в сучасному розумінні в давньогрецькому світі, але храми, присвячені богу зцілення Ескулапію (Асклепій), функціонували як місця зцілення, так і місця культу  . Невідомо, чи надавали міста у Стародавній Греції безкоштовну медичну допомогу своїм громадянам, але недавнє дослідження руїн на острові Кос Асклепіону показує, що медичні послуги пропонувались усім, хто міг за них платити, включаючи рабів та іноземців.
У Візантійській імперії вперше була відкрита лікарня як установа, якою ми її знаємо сьогодні. Професор Тімоті С. Міллер з Університету Джона Гопкінса стверджує, що Візантійська імперія першою застосувала систему медичного обслуговування в лікарнях, де лікарня стала головним закладом медичної професії на відміну від її функції в Західній Середньовічній Європі.   Дуже багато сучасних медичних знань було набуто з давньогрецької медицини.

## Період економії
У липні 2011 року було внесено зміни до грецької системи охорони здоров'я відповідно до заходів жорсткої економії. Безробітні греки мали право на медичну допомогу від національного медичного страхування протягом максимум року, а після цього періоду медичне обслуговування вже не було універсальним і пацієнти повинні були оплачувати власне лікування.  Заходи жорсткої економії також призвели до того, що громадяни були змушені більше вносити кошти у вартість своїх ліків . Як результат, виникло багато безкоштовних клінік, що фінансуються приватними пожертвами, і хоча вони були офіційно незаконними, їм було дозволено продовжувати працювати.
У 2016 році уряд Греції проголосував за поширення медичного покриття на незастрахованих людей, які перебувають на обліку як безробітні та біженців з 1 червня, а ті, хто заробляє менше 2400 євро на рік, мають право на безкоштовне медичне обслуговування, при цьому поріг для сімей збільшується залежно від кількості дітей, які виховуються у них. 

## Медичні заклади

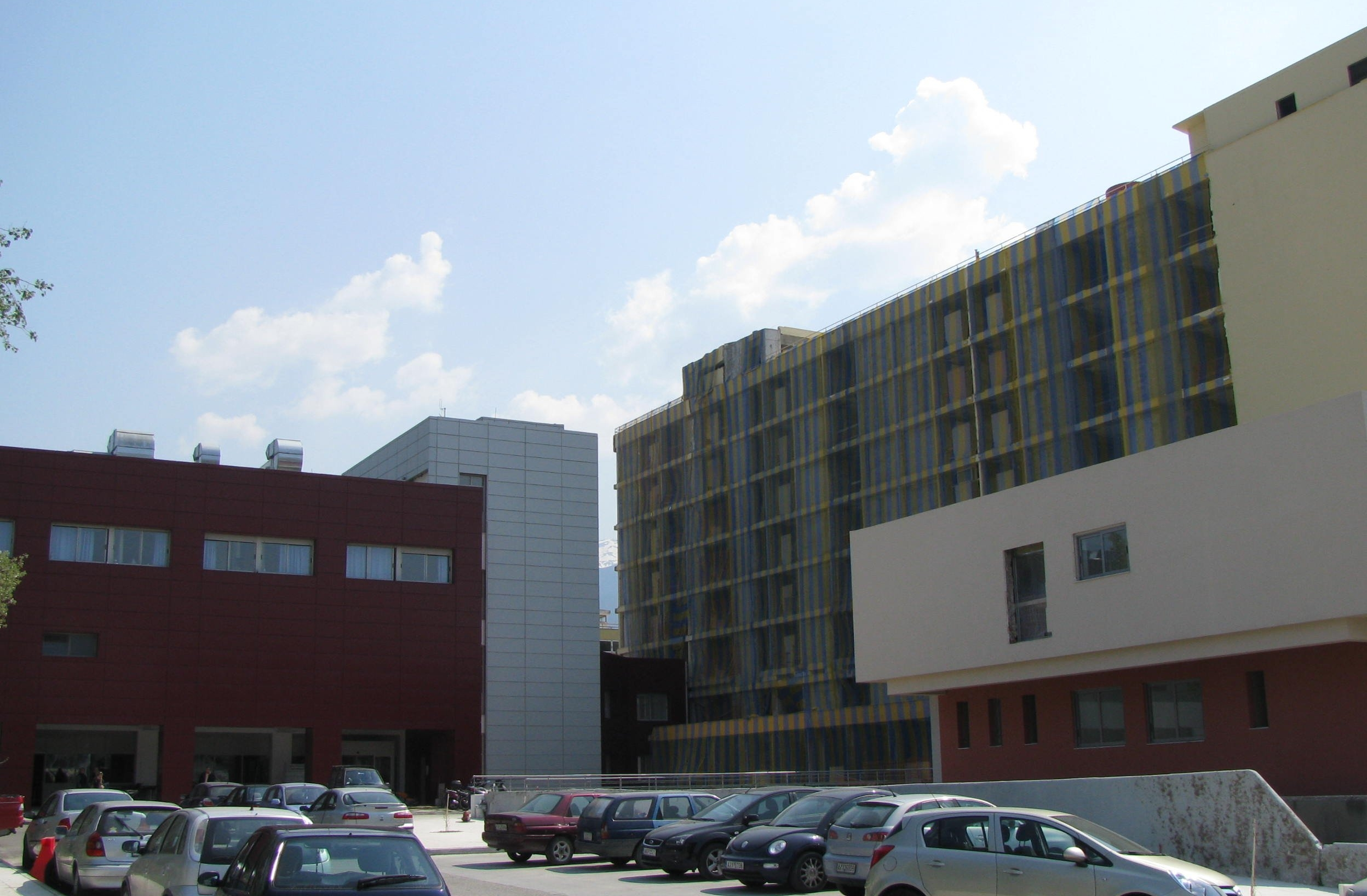
Лікарня Агіос Андреас[en], Патрас
Загальна університетська лікарня Патраса[en]
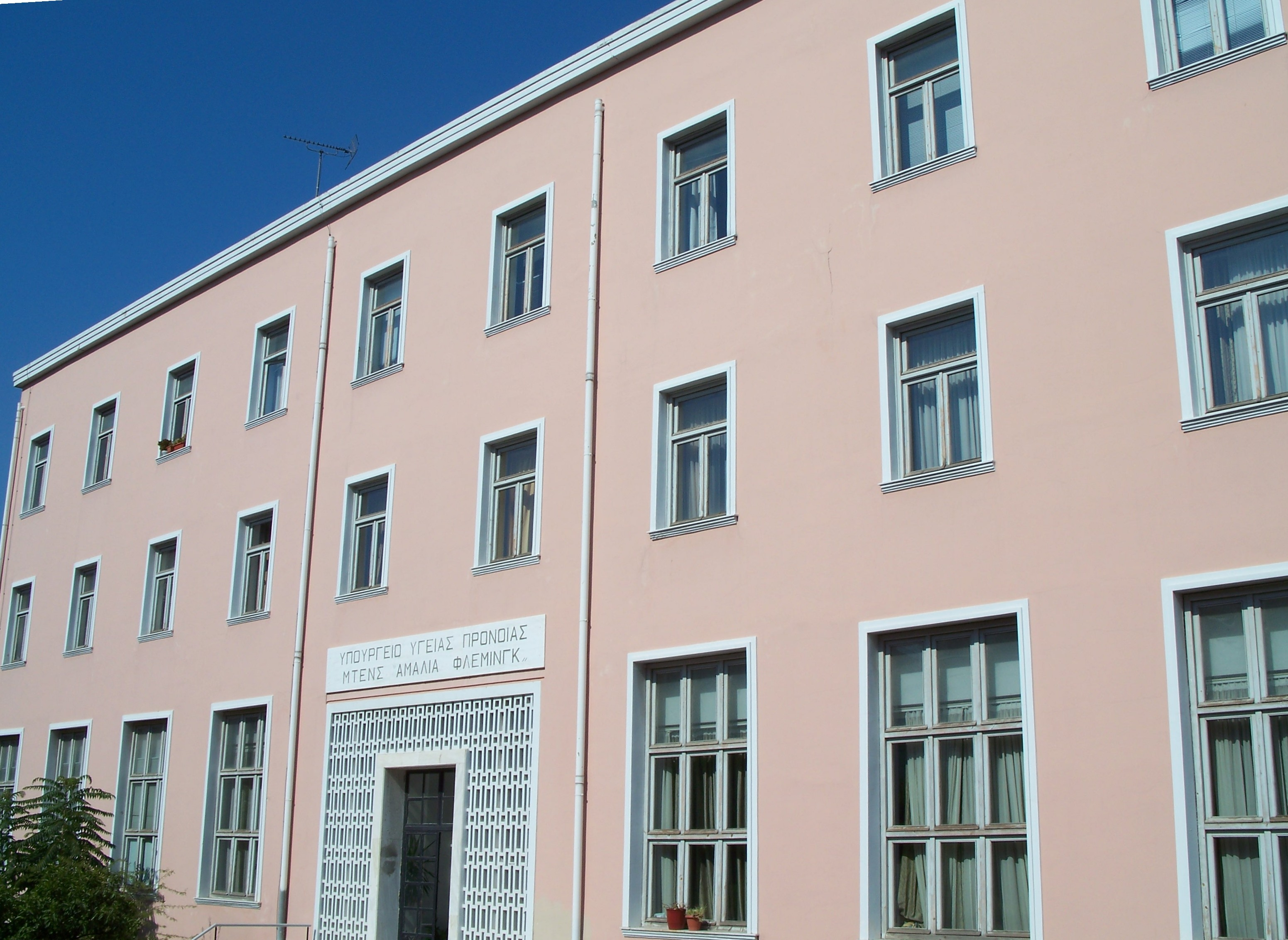
Лікарня Amalia Fleming, Афіни
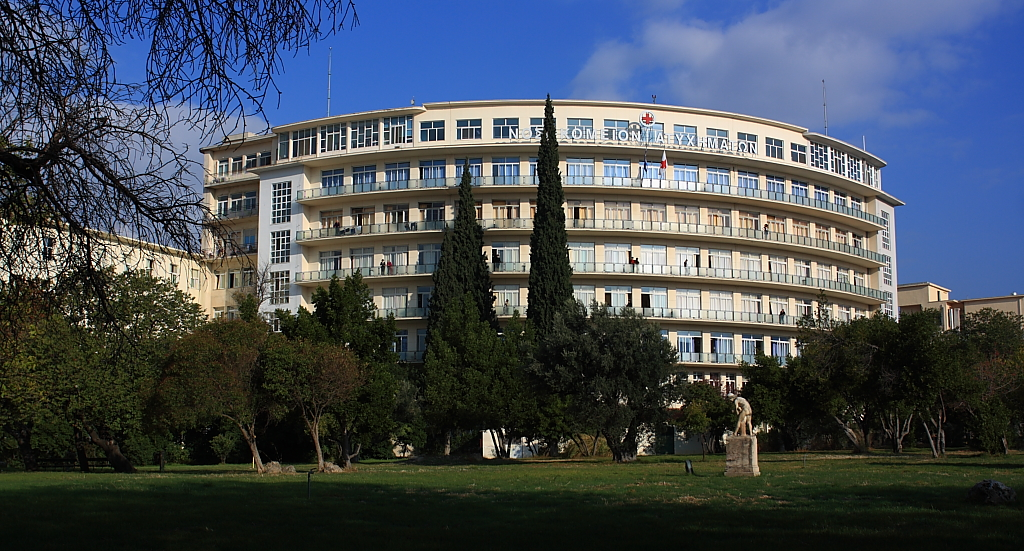
Лікарня КАТ[en]
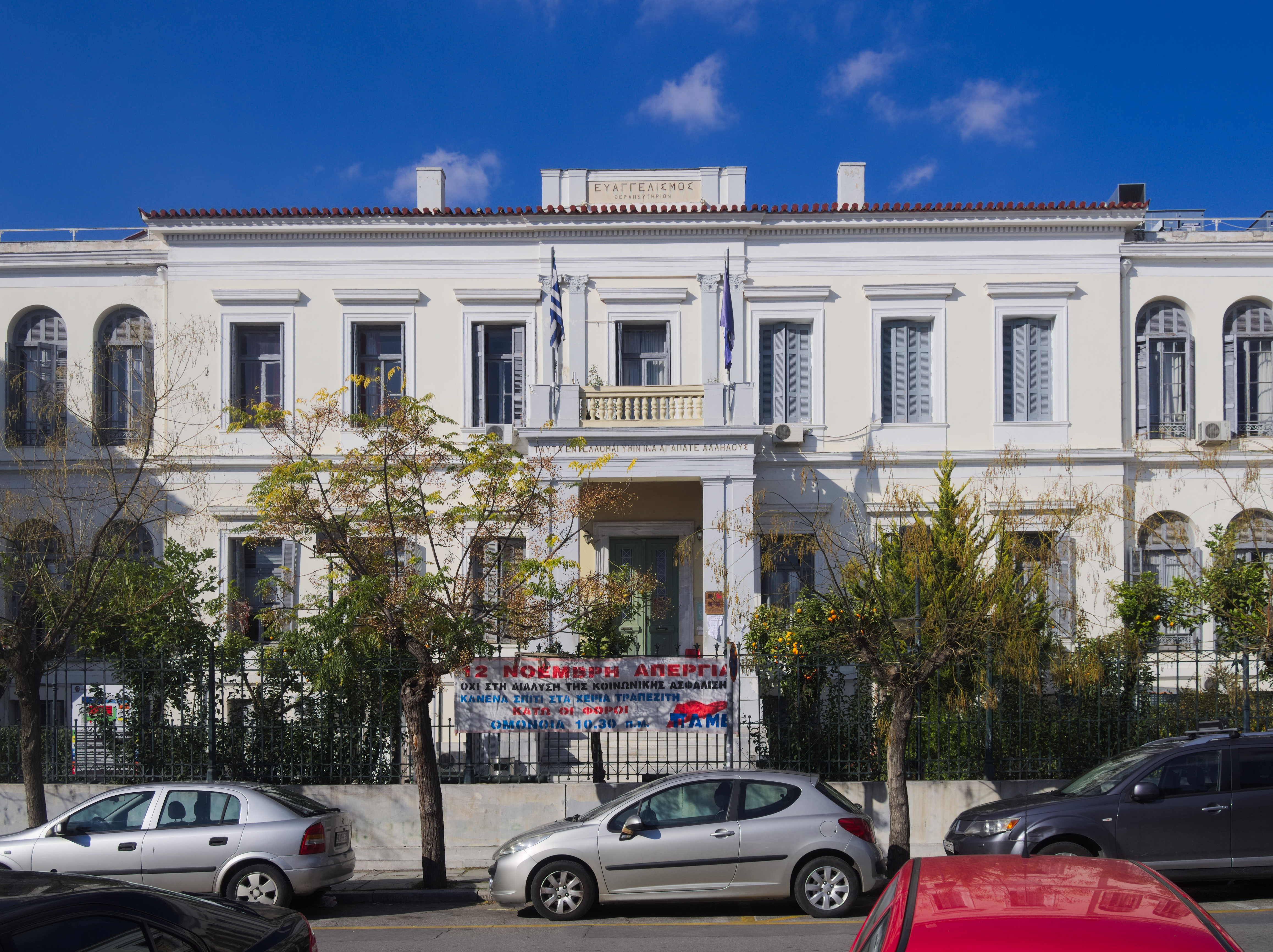
Лікарня Evangelismos[en], Афіни
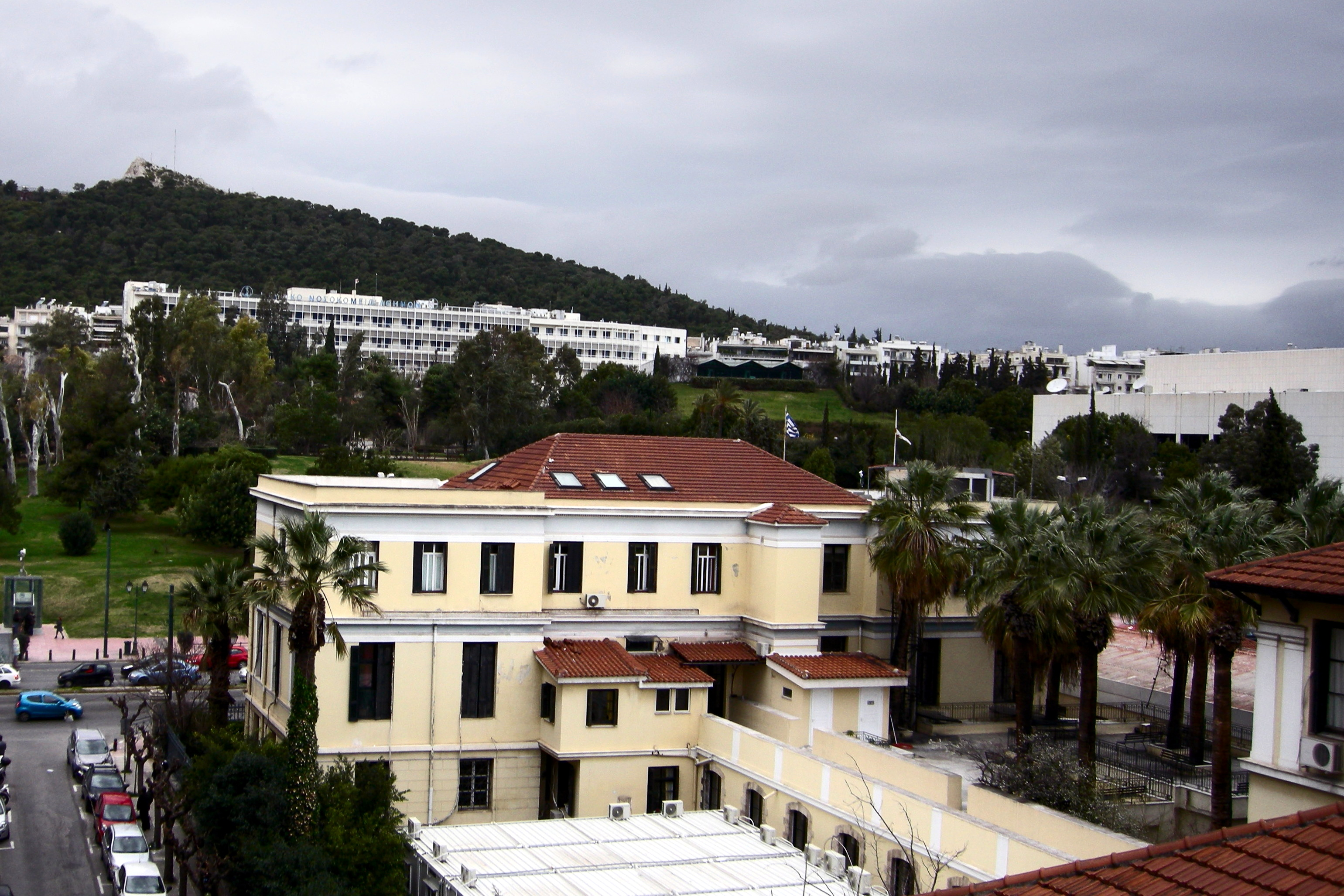
Лікарня Айгінітейо, Афіни
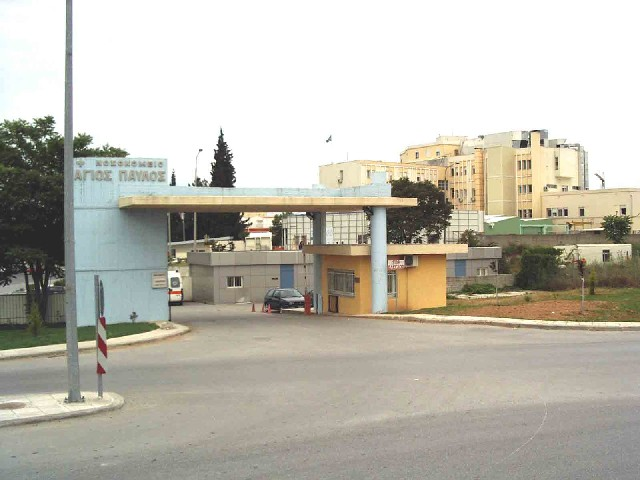
Загальна лікарня Агіоса Павлоса[en], Салоніки

У 2009 році співвідношення кількості лікарняних ліжок на 10 000 населення в країні становило 48. Це вище ніж у таких країнах, як Велика Британія (39), Іспанія (34) та Італія (39), але значно нижче таких країн, як Франція (72) та Німеччина (83 ).  1 липня 2011 року Міністерство охорони здоров'я та соціальної солідарності Греції заявило про намір скоротити кількість ліжок та лікарень у країні з 131 лікарні з 35 000 ліжок до 83 лікарень з 33 000 ліжок .
Сьогодні найбільшою лікарнею в країні є психіатрична лікарня Аттики «Дафні» з 1325 ліжками, тоді як найбільша загальна лікарня - це загальна лікарня Афін Evangelismos з 1100 ліжками. Державні лікарні Греції будуються урядовою компанією під назвою DEPANOM. SA (грец. Δημόσια Επιχείρηση Ανέγερσης Νοσηλευτικών Μονάδων Α.Ε., ΔΕΠΑΝΟΜ Α.Ε., Громадська корпорація з будівництва лікарняних одиниць S.A.), яка також відповідає за підтримку та модернізацію обладнання загальнодоступних медичних установ країни.
Служби швидкої допомоги, повітряної швидкої допомоги у Греції надаються Національним центром прямої допомоги, відомим здебільшого як EKAB (грец. Εθνικό Κέντρο Άμεσης Βοήθειας)

## Статистика
У звіті про охорону здоров'я ОЕСР у 2011 році Греція отримала такі результати:
Витрати на охорону здоров'я на душу населення зменшилися на 28% за період з 2009 р. до 2011 р. – це більш різке скорочення, ніж у будь-якій іншій європейській країні. Однак результати лікування не погіршилися, але згідно з опитуванням, проведеним за індексом споживачів Європи в 2015 році, Албанія була європейською країною, в якій найчастіше повідомляються про неофіційні виплати лікарям. Грецька частота кесаревого розтину є однією з найвищих у світі. 
Що стосується фармацевтичних препаратів, що використовуються, то наприкінці 2013 року близько 20% були дженеричними, і уряд поставив за мету досягти 60% дженеричного вживання до кінця 2015 року. Це заплановане значне збільшення загального вживання генерується завдяки умовам економічної підтримки Європейського Союзу та Міжнародного валютного фонду, які вимагають від Греції скорочення загальних державних витрат на наркотики .
У Греції найбільша кількість лікарів на голову населення будь-якої країни ОЕСР — 6,3 лікарів на тисячу людей у 2013 році.